# Hotel Paradis
 Ikke at forveksle med Hotel Paradis (film fra 1917).
Hotel Paradis er en dansk dramafilm fra 1931, instrueret af George Schnéevoigt og skrevet af Fleming Lynge efter en roman af Einar Rousthøj.

## Medvirkende
- Eyvind Johan-Svendsen som Heinrich Schultz/Bremer
- Karen Caspersen som Emilie Schultz/Bremer
- Kirsten Møller som Rosa Schultz som barn
- Inger Stender som Rosa Schultz som voksen
- Holger Reenberg som Mølleren
- Jon Iversen som Præsten
- Svend Melsing som Skibsofficerens søn
- Elith Pio som Fridolin
- Karen Poulsen som Tosse-Grete
- Robert Schmidt som Skarpretter
- Ragnar Arvedson som Henemann
- Anna-Lisa Baude som Tok-Greta
- John Ekman som Henrik Schultze
- Gösta Gustafson som Fridolin
- Gun Holmqvist som Rosa
- Knut Jarlow som løjtnant Kleinsorg
- Gunnel Lindgren som ung Rosa
- Ester Roeck Hansen som Emilie
- Harry Roeck Hansen som Kleinsorg